# Commodity Futures Trading Commission
Commodity Futures Trading Commission (CFTC) – niezależna agencja w Stanach Zjednoczonych. Utworzona po to, by regulować rynek kontraktów futures i chronić go przed nadużyciami.